# Powstanie Kosińskiego

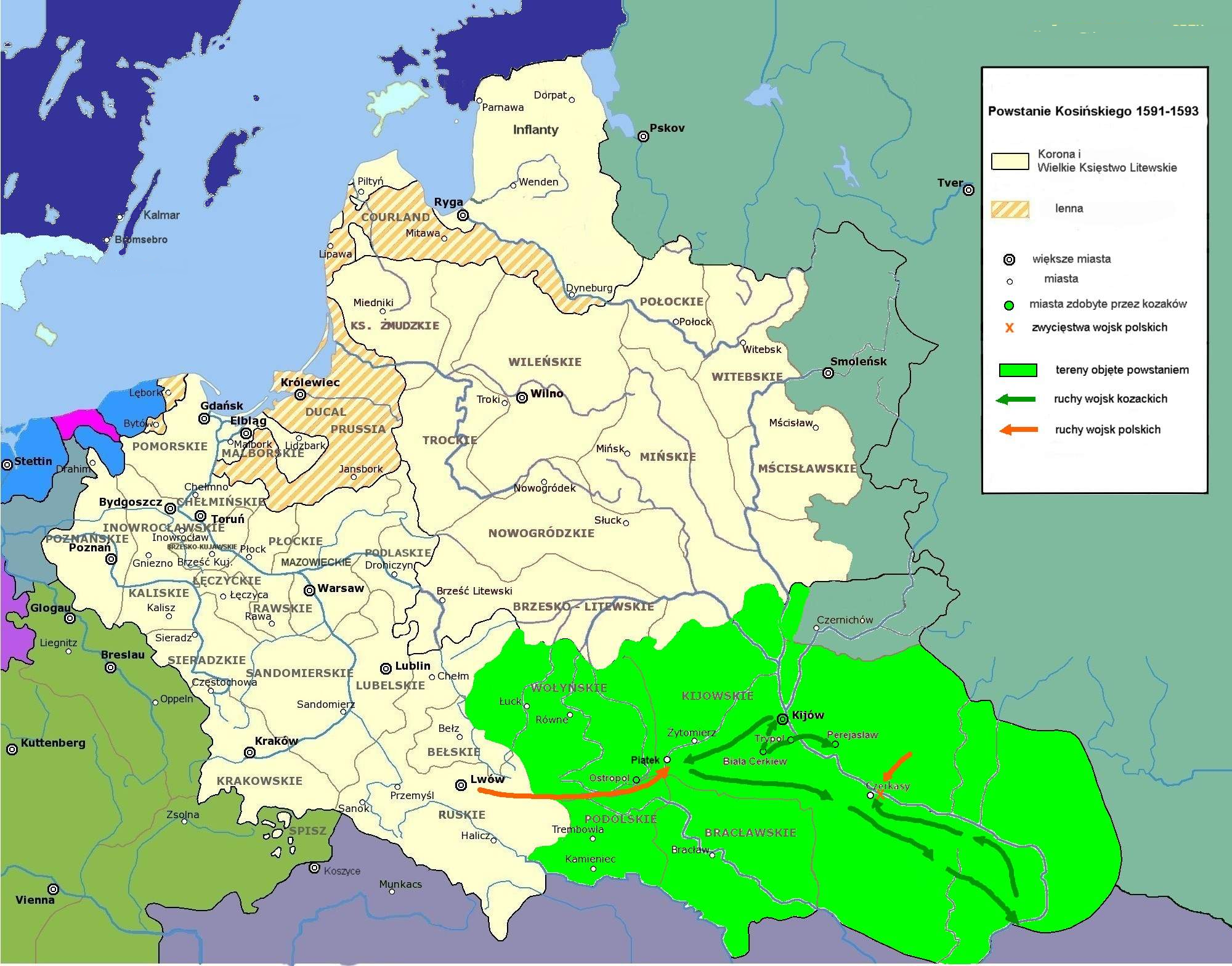
Mapa terenów objętych powstaniem z zaznaczonymi ruchami wojsk

Powstanie Kosińskiego (1591–1593) – pierwsza rebelia kozacka (wspierana przez chłopów) w I Rzeczypospolitej, dowodzona przez hetmana kozackiego Krzysztofa Kosińskiego.

## Przyczyny, przebieg i skutki
Bezpośrednim powodem wybuchu był spór między hetmanem kozackim Krzysztofem Kosińskim a starostą białocerkiewskim i wojewodą wołyńskim Januszem Ostrogskim. Kosiński był prawdopodobnie pochodzącym z Podlasia szlachcicem, który zasłużył się Rzeczypospolitej, dowodząc pułkiem kozaków rejestrowych. Został za to obdarowany w 1590 roku, za wstawiennictwem hetmana Zamoyskiego, niezamieszkałą „pustynią Rokitna”, położoną na wschód od Białej Cerkwi. Ziemie te wcześniej były w posiadaniu rodu Surynów, po najazdach tatarskich zostały jednak opuszczone, leżały głównie w biegu Rokitny i Horochowatej, dwóch lewych dopływów Rosi, w niedużej odległości od kozackiego szpitala w monasterze trechtymirowskim. Dalszy przebieg zdarzeń nie jest do końca jasny, bowiem wkrótce teren ten został zajęty przez starostę czerkaskiego i kaniowskiego Aleksandra Wiśniowieckiego, który następnie odstąpił go Januszowi Ostrogskiemu. Transakcje te działy się w krótkim czasie, bowiem już w grudniu 1591 roku Kosiński zbrojnie napadł na Białą Cerkiew, wszczynając tym samym bunt. Możliwe jest, że Kosiński odstąpił prawa do pustyni jednemu z kniaziów, zdając sobie sprawę, że nie jest w stanie sam zagospodarować tak dużego obszaru. Było to częste zjawisko w tym wczesnym okresie kolonizacji pustek ukrainnych i jeden z powodów kumulacji gruntów w rękach kilku wielkich właścicieli, kiedy obdarowani za zasługi wojenne weterani zbywali grunty magnatom Równie prawdopodobne jest, że Kosiński został siłą wyparty przez kniaziów, którzy przemocą włączyli pustynię do swego majątku. Niewątpliwie, Kosiński żywił urazę i czuł się pokrzywdzony przez Ostrogskiego.
29 grudnia 1591 roku napadł wraz z Kozakami Niżowymi na dom kniazia Dymitra Kurcewicza Bułygi w Białej Cerkwi, który pełnił urząd podstarosty białocerkiewskiego z ramienia księcia Ostrogskiego. Napastnicy ukradli kosztowności oraz dokumenty nadań ziemskich dla Ostrogskiego, dotyczące nie tylko pustyni Rokitna, do której Kosiński rościł sobie prawa, ale także gruntów rozwołowskich, zwanych również wołodareckimi lub Wielką Słobodą. Wielka Słoboda, podobnie jak pustynia nad Rokitną, z którą od zachodu graniczyła, była osadniczą pustką nadaną za zasługi w 1590 roku, najprawdopodobniej wskutek pomyłki, dwóm szlachcicom Januszowi Zahorowskiemu i Marcinowi Trębickiemu. Zahorowski jeszcze tego samego roku odsprzedał swoje prawa do własności księciu Januszowi Zbaraskiemu, w 1596 roku Zbaraski odkupił również prawa od Trębickich. Jeśli więc książę Ostrogski rzeczywiście posiadał nadania na grunty wołodarackie, byłoby to już trzecie nadanie na ten sam obszar wydane przez dwór w krótkim czasie. Jest to o tyle możliwe, że w 1594 roku, już po buncie Kosińskiego, kniaź Kurcewicz, z rozkazu księcia Ostrogskiego, najechał Wołodarkę i zniszczył postawiony tam przez Zbaraskiego zamek.
Po splądrowaniu dworu w Białej Cerkwi Kosiński i jego ludzie udali się na wschód, napadli na miasto i zamek Bohusław, które ograbili z amunicji i dział. Bohusław leżał po przeciwnej stronie pustyni Rokitna i był stolicą starostwa, podobnie jak Biała Cerkiew, również dzierżonego przez Janusza Ostrogskiego. Następnie Kosiński skierował się na północ i napadł na Trypol, będący rodowym gniazdem Wasyla Trypolskiego i jego rodziny. Kozacy od dawna dążyli do zagarnięcia Trypolszczyzny, graniczącej bezpośrednio z Trechtymirowem, Kosiński najwidoczniej postanowił rozstrzygnąć ostatecznie spór. Kolejnym miastem zajętym przez Kozaków były Perejasław, leżący po przeciwnej stronie Dniepru, niedawno lokowany i podniesiony do rangi starostwa. Tutaj starostą również był Janusz Ostrogski.
Król Zygmunt III Waza po otrzymaniu informacji o niepokojach już 16 stycznia 1592 roku powołał komisję dla ukrócenia „swawoleństwa” w województwach ukrainnych. W skład komisji weszli tamtejsi starostowie: Jakub Pretwicz, starosta trembowelski, Aleksander Wiśniowiecki, starosta czerkaski, Jakub Struś, bracławski, starosta barski Stanisław Gulski oraz jego brat, wojski termbowelski Jan Gulski. Na czele komisji stanął Mikołaj Jazłowiecki, starosta śniatyński, pełniący od lipca 1590 roku funkcję "starszego nad kozakami regestowymi". Komisarze udali się na Kijowszczyznę, gdzie zatrzymali się w Chwastowie, będącym centrum dóbr katolickiego biskupstwa kijowskiego. Stamtąd Jazłowiecki słał do Trypola, w którym umocnił się Kosiński, wezwania do kapitulacji, które jednak Kozacy zignorowali.
Konflikt, który do tej pory toczył się na ograniczonym obszarze pogranicza Dzikich Pól z Ukrainą zamieszkałą, zaczął się rozlewać na całą Kijowszczyznę, Bracławszczyznę, a także na Wołyń. Bez bezpośredniego związku z Kosińskim kozackie watahy, a także chłopi zaczęli napadać na domy szlacheckie. Zatarg prywatny przeistoczył się tym samym w powstanie kozacko-chłopskie. 
W 1592 roku Jazłowiecki zawarł pod Trypolem porozumienie z Kozakami, którzy obiecali usunąć Kosińskiego. Jednakże późną jesienią Kosiński ponownie zaczął niszczyć dwory i majątki Ostrogskiego wzdłuż Rastawicy.
Mediacje regimentarzy koronnych na nic się nie zdały i król Zygmunt III Waza ogłosił 16 stycznia 1593 roku uniwersał, zwołujący pospolite ruszenie szlachty województw: kijowskiego, bracławskiego i wołyńskiego. Tymczasem oddziały Kosińskiego zdobyły silną twierdzę Ostropol, jednak na wieść o liczących 5–6 tys. ludzi oddziałach Ostrogskiego, które mimo surowej zimy zdążały przeciwko niemu, zaczął wycofywać się na wschód.
Do ostatecznej rozprawy z kozakami doszło 2 lutego podczas bitwy pod Piątkiem. Wojska Kosińskiego (5 tysięcy kozaków i 26 armat) początkowo miały nawet przewagę, ale gdy uderzyła na nich jazda Janusza Ostrogskiego, zostały doszczętnie pobite. Starcie przekształciło się w rzeź; padło 2-3 tysięcy powstańców. 10 lutego Kosiński i inni przywódcy kozaccy podpisali kapitulację wobec zwycięskich magnatów.
Samozwańczy hetman nie dotrzymał jednak warunków kapitulacji i zbiegł na Zaporoże, gdzie zebrał 2-tysięczny oddział kozaków. Nawiązał kontakty z Rosją i Tatarami, wszędzie szukając poparcia przeciwko Rzeczypospolitej. W nocy z 21 na 22 maja 1593 roku rozpoczął oblężenie sił polskich w Czerkasach. Tam też szybkim przeciwdziałaniem został pobity przez wojska Aleksandra Wiśniowieckiego, który wyprowadził jazdę z zamku i zaatakował Kozaków od tyłu, dokonując ich pogromu. Kosiński zginął w niejasnych do dziś okolicznościach w czasie bitwy bądź też w burdzie karczemnej w Czerkasach.
Wiosną 1593 roku sejm przyjął konstytucję „O Niżowcach”, w której uznał wszystkich buntowników Kosińskiego winnymi ciężkiej zdrady i uwalniał "tych którychymby domy były najechane" od wszelkiej kary za zabijanie buntowników. W sierpniu jednak nastąpiło wygaszenie powstania i podpisanie ugody, mocą której kozacy rejestrowi mogli zachować swoją broń i czajki, ogłoszono powszechną amnestię.